# La Carrera, delstaten Mexiko
La Carrera är en ort i Mexiko, tillhörande kommunen Amatepec i den sydvästra delen av delstaten Mexiko, i den centrala delen av landet. Orten hade 140 invånare vid folkräkningen 2010.